# Kostel svaté Kateřiny (Mladé Buky)
Kostel svaté Kateřiny je římskokatolický, orientovaný filiální, bývalý farní kostel v Mladých Bukách. Patří do farnosti Trutnov II - Horní Staré Město. Je chráněn jako kulturní památka České republiky. Kostel stojí na návrší jihovýchodně od centra obce, v areálu dále tvořeném kostelem, zvonicí, farou, výklenkovou kapličkou a novým hřbitovem z roku 1866. Je dominantou obce.

## Historie
Mladobucká farnost je poprvé zmiňována roku 1350, kdy zde byl farář jménem Johanes. Z gotického kostela, poprvé zmiňovaného v roce 1384, se dochoval klenutý presybtář a část obvodového zdiva lodi, obklopoval jej hřbitov. Po faráři Janovi ze Dvora Králové nad Labem, ustanoveném roku 1424, byla mladobucká farnost poprvé zrušena a přičleněna pod Vlčice. Roku 1599 vznikla přestavbou starší hřbitovní brány renesanční zvonice, stojící odděleně od kostela, možná tehdy byl kostel upraven renesančně. Ve věži byl zavěšen zvon sv. Barbory věnovaný horníky ze Svobody v roce 1520.
Mladé Buky byly opět povýšeny na farnost roku 1682, kdy zde byl ustanoven farářem Mikuláš Schmitz. Současnou podobu kostela přinesla přestavba v letech 1777–1787, provedená Janem Jenschem a technicky suchá obnova z let 1995–2000. Nový mramorový oltář je dílem sochaře Petra Váni a byl vysvěcen 26. srpna 2000 královéhradeckým biskupem Dominikem Dukou.
V letech 2005–2021 při kostele působil jako výpomocný duchovní jezuitský kněz Jan Rybář.

## Architektura
Jednolodní obdélníková stavba s pravoúhlým obdélným presbytářem sklenutým křížovou žebrovou klenbou, sakristií, pozdně barokní jižní předsíň byla odstraněna. Samostatně stojící renesanční dvoupatrová čtyřboká zděná věž s bání ukončená lucernou byla postavena v roce 1599 Jacobem Frumetim.

## Interiér
Vybavení interiéru je převážně z 19. století, křtitelnice je pozdně gotická.

## Bohoslužby
Bohoslužby se konají v neděli od 11.00.